# Clayton-le-Moors
Clayton-le-Moors – miasto w Anglii, w hrabstwie Lancashire, w dystrykcie Hyndburn. Leży 37 km na północ od miasta Manchester i 295 km na północny zachód od Londynu.